# Anche i ricchi piangono
Anche i ricchi piangono (Los ricos también lloran) è una telenovela messicana.
Prodotta nel 1979 dal network Televisa, vede come interprete principale Verónica Castro nel ruolo di Mariana Villareal.

## Produzione
Prodotta da Valentín Pimstein per la regia di Rafael Banquells, la telenovela è tratta da un soggetto originale scritto dall'autrice cubana Inés Rodena per un dramma radiofonico, ed è stata adattata per la televisione dalle autrici María Zarattini Dan (per la prima parte) e Valeria Phillips (seconda parte).
La telenovela ottenne subito uno straordinario successo, tanto che venne prolungata integrando al soggetto iniziale, che ormai volgeva al termine, una seconda storia sempre a firma di Inés Rodena: nella serie questo passaggio è ben visibile perché caratterizzato da un salto temporale di quasi vent'anni. In totale la telenovela è composta da 248 episodi di 22 minuti ciascuno.

### Diffusione in Italia
Anche i ricchi piangono è stata trasmessa in Italia per la prima volta alla fine del 1982 sul circuito televisivo nazionale GRT che ne deteneva i diritti; e, pressoché in contemporanea, da Rete A. Nel 1984 dal circuito Euro TV e da  gennaio ad agosto del 1993 da Rete 4; l'ultimo passaggio televisivo a livello nazionale risale al 1996 sul circuito Odeon TV.
In Italia ebbe così vasto successo, che il titolo è entrato nel gergo anche giornalistico per indicare una situazione in cui personaggi dal livello di vita agiato devono affrontare problemi e difficoltà epocali. Nella trasmissione Drive-in il comico Gianfranco D'Angelo ne fece una parodia prendendo di mira Pippo Baudo e l'allora moglie Katia Ricciarelli, sketch ribattezzato "Anche i Baudi piangono". Curiosamente, però, buona parte degli spettatori chiamavano la telenovela col semplice nome di Battesimo della sua protagonista: Mariana.
Nella versione originale il motivetto principale Aprendí a llorar (Ho imparato a piangere), un brano scritto da Lolita de la Colina, era cantato da Verónica Castro;  la sigla di apertura della versione in italiano presenta la canzone Come per magia, interpretata  dal divo di fotoromanzi Alex Damiani (ma per la ritrasmissione su Rete 4, fu invece utilizzata come sigla la canzone I giorni di una vita, cantata da Michele Zarrillo).
La versione italiana (a cura della Sincronizzazione Elettronica Calpini & C. srl di Roma) ha sofferto di un adattamento a volte dubbio dei dialoghi . La protagonista è doppiata nella prima parte da Pinella Dragani e nella seconda da Silvia Pepitoni.

## Trama
La protagonista è Mariana Villareal, una giovane orfana di madre e cresciuta in campagna, priva d'istruzione; alla morte del padre, Mariana viene cacciata di casa dalla matrigna Irma, che s'impadronisce della fattoria e delle terre della famiglia Villareal. Mariana vaga per Città del Messico in cerca di un amico di suo padre, Luis de la Parra, che a suo tempo le disse che avrebbe dovuto cercarlo qualora si fosse trovata in difficoltà; trovatane la casa, è però respinta dalla cameriera, che la crede una mendicante. La ragazza è sola al mondo, ma conosce un giovane che la conduce in una chiesa dove Padre Adrián si occuperà di lei.
L'anziano e benestante Don Alberto Salvatierra conosce Mariana nella sacrestia e chiede a Padre Adrián il permesso di occuparsi della ragazza. Così Mariana comincia a vivere in casa di Don Alberto e sua moglie Elena, che però non vede di buon occhio la ragazza che appare sporca e selvaggia. Mariana è spaventata dal lusso che la circonda e ha molta soggezione per Donna Elena. In casa Salvatierra sembra però che Mariana viva serena, iniziando a ricevere l'istruzione che le era mancata; fino al giorno in cui torna da un lungo viaggio l'unico figlio dei Salvatierra, Luis Antonio ('Luis Alberto jr' nella versione originale): cinico e viziato, il giovane non sopporta la presenza di Mariana.
Esther, cugina di Luis Antonio e invaghita di lui, escogita dei piani con Donna Elena per cacciare via per sempre la povera Mariana. Luis Antonio è sempre più attratto da Mariana, e con il passare del tempo arriva ad innamorarsene. Intanto Don Alberto riceve dei documenti da parte di un suo amico, proprio il Luis de la Parra che Mariana cercava in città, ma ignora che i documenti riguardino il testamento del padre della ragazza. Dopo una serata passata fuori, Luis Antonio torna a casa ubriaco ed Esther lo accompagna in camera approfittando della situazione e facendogli credere di aver passato la notte con lei. Luis Antonio è convinto di non aver mai avuto un rapporto sessuale con la cugina, ma, nonostante ciò e su costrizione dei genitori, la sposa. Esther rimane incinta e attribuisce la paternità al marito, quando in realtà il figlio è di Diego, suo amante.
Quando muore l'amico di Don Alberto, si scopre che Mariana è in realtà molto ricca, avendo ereditato le terre e le proprietà del padre; la ragazza studia e per dimenticare l'amore che prova per Luis Antonio si fidanza con Leonardo; Luis Antonio continua a dichiararle il proprio amore, ma Mariana sente di non poterlo ricambiare, vista la compromissione di Esther. Questa continua a tramare contro Mariana, aiutata dalla madre Ramona; ma la sorte sarà nefasta per lei, poiché morirà poco dopo aver partorito. Fa in tempo a chiedere perdono a Mariana, affidandole la figlia neonata, che però non sopravviverà; da quel momento Ramona, sinceramente pentita, rimarrà accanto a Mariana sino alla fine della vicenda.
Mariana ora è libera di sposare Luis Antonio, al colmo della felicità; dopo la luna di miele il giovane sposo deve partire per lavoro, ma per uno sciopero degli aeroporti torna a casa e trova Mariana, svenuta per un malore tra le braccia di Leonardo mentre il giovane le stava facendo gli auguri per il matrimonio con Luis Antonio. A quest'ultimo la scena pare tutt'altra, e credendo che Mariana e Leonardo siano amanti intima alla moglie di concedergli il divorzio. La giovane donna cade nella disperazione;  poi scopre di aspettare un figlio, e parte per il Brasile, per comunicare a Luis Antonio che sta per diventare padre;  ma questo la caccia bruscamente, convinto che il padre sia in realtà Leonardo. Mariana torna a casa, finché arriva il giorno in cui deve partorire; riceve una lettera di Luis Antonio che conferma la richiesta di divorzio.
Mariana fugge di casa nella disperazione; ricoverata in ospedale, metterà al mondo un bambino, ma verso di lui proverà un senso di rifiuto, considerandolo ostacolo fra lei e Luis Antonio. Fuggirà anche dall'ospedale, portando con sé il neonato. Seduta sulla panchina di un parco incontra una venditrice di biglietti della lotteria, Rosa; la donna vezzeggia il piccolo, lo prende in braccio. Mariana freddamente le dice che può tenerselo, che glielo regala, e si allontana, prima ancora che Rosa si riprenda dallo sconcerto. Uscita dallo stato confusionale, Mariana si rende conto del suo gesto e ne impazzisce; si ritroverà in una clinica psichiatrica. Torna Luis Antonio e tra i due c'è riconciliazione, ma Mariana rimarrà dolorosamente segnata dalla perdita del figlio, e non smetterà mai di cercarlo.
Passano vent'anni e mentre Marísabel, figlia adottiva di Mariana e Luis Antonio, è cresciuta nel lusso di casa Salvatierra, Alberto vive in un povero quartiere della città, con la donna che crede sua madre. Un giorno Rosa ha un incidente e necessita di cure costose; il giovane si ritrova a tentare un furto proprio nella casa dei Salvatierra: Mariana convince Luis Antonio a non sporgere denuncia e comincia ad aiutare il giovane, evitandogli il carcere. Quando Mariana fa visita a Rosa la riconosce e scopre che Alberto è suo figlio; comincerà a mantenere il ragazzo e Rosa, comprerà un alloggio, pagherà gli studi del giovane. La donna intende rivelare al marito che questo è il loro figlio, solo il giorno in cui il ragazzo sarà una persona colta, affinché il padre non si vergogni di lui.
Marísabel scopre che Mariana aiuta il giovane e crede che il ragazzo sia l'amante della madre; gli si avvicinerà, tentando di scoprire cosa c'è tra lui e sua madre. Quando i due giovani paiono innamorarsi, Mariana sente di dover raccontare la sua storia a Marísabel; questa crederà che Alberto sia suo fratello e lo sfuggirà, non sapendo di essere stata adottata. E intanto Joanna, la vera madre di Marísabel, si fa viva in casa Salvatierra come maestra di danza e così comincia stare accanto alla propria figlia. Luis Antonio, sospettoso del comportamento di Mariana, ingaggia un investigatore, il quale conclude che Alberto è l'amante di Mariana; Luis Antonio li sorprende e se ne va di casa.
Mariana dovrà lottare da sola fino al momento in cui è costretta a rivelare ad Alberto che è lei la sua vera madre; ma anche Marísabel scopre la verità sulla sua nascita, e così può amare senza paura Alberto. Luis Antonio una sera irrompe in casa di Mariana; Alberto ha appena scoperto di essere figlio dei Salvatierra e rimane sconvolto quando suo padre tira fuori una pistola dalla tasca e minaccia di uccidere lui e Mariana, che continua a credere amanti. Solo allora Mariana grida al marito che Alberto è suo figlio: Luis Antonio chiederà perdono a Mariana e così si giungerà al lieto fine della vicenda.

## Remake
- La telenovela Os Ricos Também Choram è un remake di Anche i ricchi piangono. Si tratta di una produzione SBT (Sistema Brasileiro de Televisao) del 2005, con protagonista l'attrice brasiliana Thaís Fersoza.